# 순천삼산초등학교
순천삼산초등학교는 대한민국 전라남도 순천시에 있는 공립 초등학교이다.

## 학교 연혁
- 1985년 2월 5일: 개교

## 참고 자료
- 순천삼산초등학교 - 한국교육학술정보원 학교알리미